# オーランド銃乱射事件
オーランド銃乱射事件（オーランドじゅうらんしゃじけん）とは、2016年6月12日、オマール・マティーンにより引き起こされた、米国フロリダ州オーランドのナイトクラブ「パルス」で起きた銃乱射事件である。

## 概要
フロリダ州オーランドのゲイナイトクラブ「パルス」(Pulse)でクラブの客を標的に、マティーンがSIG SAUER MCX自動小銃を乱射した後、店内に立てこもった。約3時間後にSWATが突入し、男は射殺された。
マティーンは、ナイトクラブの客49人を射殺し、さらに53人を負傷させた後、SWATによって射殺された。
この銃乱射事件は、被害としては2007年のバージニア工科大学銃乱射事件を超えてアメリカの犯罪史上最悪（当時）となった（2017年には犠牲者数60人のラスベガス・ストリップ銃乱射事件が発生している）。

## 容疑者
オマール・マティーンは、ニューヨーク州ニューハイドパーク生まれの、アフガニスタン系の両親を持つアメリカ人だった。銃撃当時、彼はオーランドのナイトクラブ「パルス」から188キロ離れたフロリダ州フォートピアスの集合住宅に住んでいた。
マティーンは、イスラム教徒として育てられたが、過去に過激派との接触があったとしてFBIにより事情聴取を受けたこともあった。
2006年10月から2007年4月まで、マティーンはフロリダのインディアンリバー州立大学で刑事事件の科学鑑定に関する学位を取得した後、フロリダ州矯正局の刑務官として訓練を受けた。試用期間中、マティーンが学校に銃を持ち込むと冗談を言った後、所長の勧告により「行政上の解雇」を受けた。その後も、マティーンは法執行機関でのキャリアを追求したがうまくいかず、2011年にフロリダ州の警察官を目指し、2015年にインディアンリバー州立大学の法執行プログラムへ編入しようとしたができなかった。大学の同級生によれば、マティーンは2007年の炊き出しでイスラム教の食事法に違反してハンバーガーの豚肉を食べたことについて触れた同級生に、「撃つぞ」と脅していたことを証言している。また、他の目撃者は、マティーンが酒に泥酔しながら父親の厳格なやり方に文句を言いクラブから何度も護送されるのを目撃したと語っている。
2007年ごろから警備会社G4Sに勤務し、富裕層が暮らす高級住宅街で警備の仕事をしていた。この際に、G4Sがマティーンに対して銃器使用を許可しているが、その後の調査で、2007年に銃器使用を審査し許可したとされるフロリダ州の精神科医は、マティーンと会ったことも、当時フロリダに住んでいた事も否定し、2006年1月の時点でフロリダでの診療を中止していたと述べた。G4Sはこの事を認め、一連の審査には「事務上のミス」があり、その代わりにフロリダ州の精神科医の診療所を買収した同じ会社の別の医者によって審査を通過したことを明らかにした。この医師はマティーンと面接をしていないが、雇用前に受けたスクリーニング検査の標準的な結果を評価している。その後、G4Sは心理検査プログラムの不履行により罰金を科せられた。
2009年にネットで知り合った女性と結婚したが、「洗濯が終わっていない」などの理由で日常的にドメスティックバイオレンスを繰り返すなどして数ヶ月で離婚した。その前後からサウジアラビアのメッカに巡礼するなど、イスラム教への傾倒が強くなっていったという。銃撃当時、マティーンは再婚しており、幼い息子がいた。

## 動機
マティーンは犯行中の午前2時22分頃に警察に緊急通報をした際、事件の一ヶ月ほど前に起きた、アメリカ軍による空爆でIS戦闘員であるアブ・ワヒーブが殺害されたことへの報復行為であることや、ISILに忠誠を誓う発言、2013年のボストンマラソン爆弾テロ事件への関与をほのめかす発言をしており、ISは、アマーク通信を通じて「ISの戦士が実行した」との声明を発表しており、事実上の犯行声明を出しているが、はったりの可能性も指摘されている。
また、ナイトクラブが同性愛者が多数集う場所で、日頃より男に同性愛者を嫌悪する発言が目立っていたためヘイトクライムの可能性を男の両親やCNNが指摘している。また、LGBTQとのつながりについて匿名や名指しで多数の報告があった。しかしながら、後のFBIの調査では、マティーンが同性愛者であることや、ゲイバーに頻繁に通っていたこと、また、「パルス」がゲイバーであることを知っていた、などの主張の根拠を確認できなかった。調査では、マティーンが同性愛者であると主張する目撃者は、勘違いであったり、供述を拒否したりしたことがあり、マティーンが同性愛者であったという情報は信憑性に欠けるとしている。捜査をする警察に近い情報筋によれば、FBIはマティーンがゲイであったことを示唆する写真、テキストメッセージ、スマートフォンアプリ、ポルノグラフィ、電話基地局の位置データなどを、発見していないことが報告されている。

## 反応

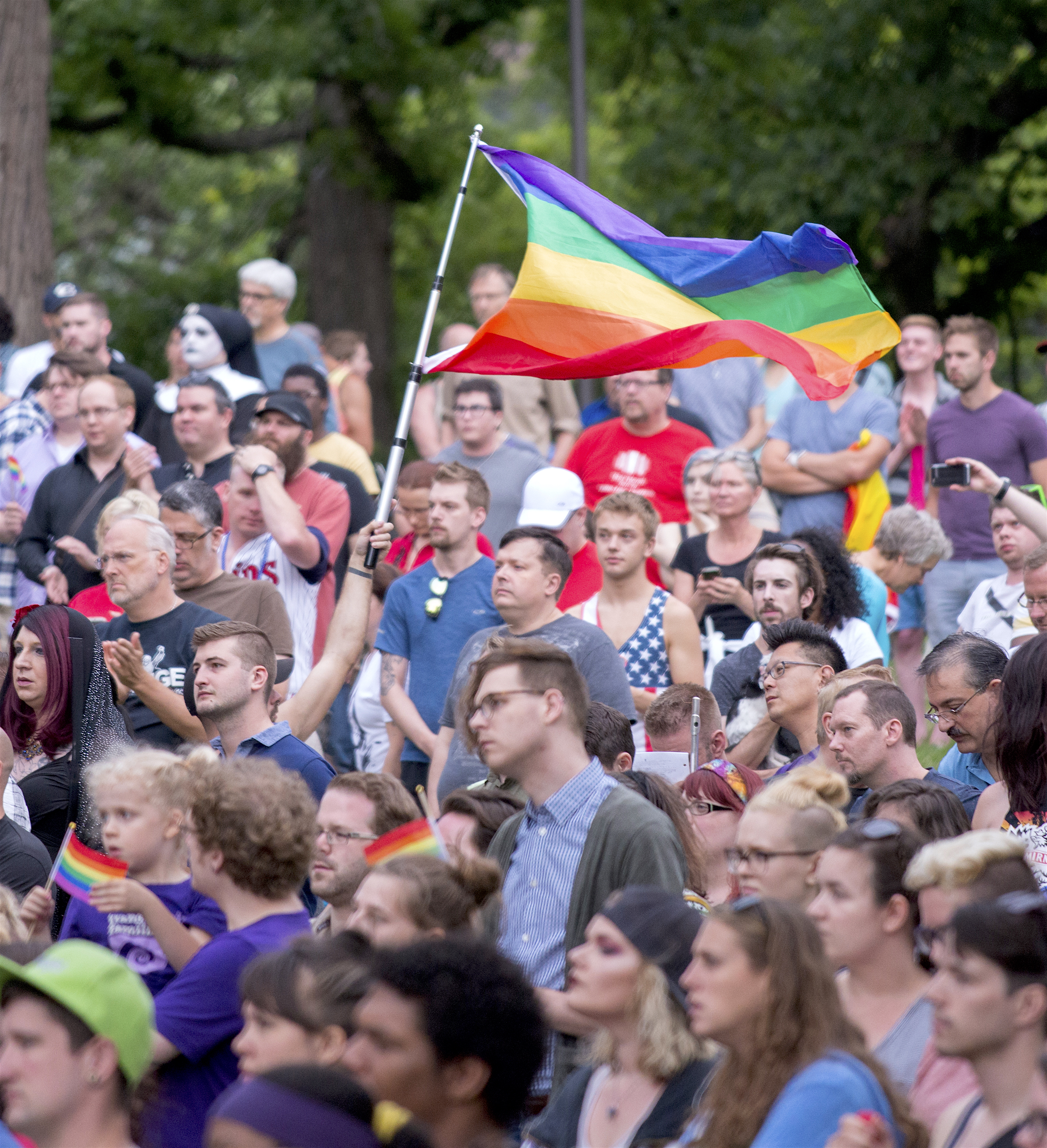
ミネソタで行われた追悼集会

バラク・オバマ大統領はセクシャルマイノリティが襲撃のターゲットとなったことについて、この犯行を「テロ（恐怖）とヘイト（憎悪）の行為」であると断罪した。2016年6月12日時点で民主党の次期大統領候補となる予定のヒラリー・クリントンと、共和党の次期大統領候補となる予定のドナルド・トランプは両者とも犯行を批判する声明を出している。
安倍晋三首相は、「卑劣なテロは断じて許すことができない。強く非難する」「日本は、米国国民と共にある。米国、米国国民に対して強い連帯の意を表明する」との声明を発表し、同様のメッセージをオバマ大統領へ宛てた。
歌手のシーアが2016年に発表した「ザ・グレイテスト」は、このテロ事件の被害者へ対する追悼の歌ではないかと言われている（ただし、本人はそのことに関して明言していない）。
シンガーソングライターのマドンナは、同銃乱射事件から着想を得た楽曲「God Control」を2019年に公開。さらに2024年にマイアミで開催したツアーに、100人以上の生存者と犠牲者の家族を招待した。